# Cantó de Bertincourt
El cantó de Bertincourt és un cantó francès del departament del Pas de Calais, situat al districte d'Arràs. Té 18 municipis i el cap és Bertincourt.

## Municipis
- Barastre
- Beaumetz-lès-Cambrai
- Bertincourt
- Beugny
- Bus
- Haplincourt
- Havrincourt
- Hermies
- Lebucquière
- Léchelle
- Metz-en-Couture
- Morchies
- Neuville-Bourjonval
- Rocquigny
- Ruyaulcourt
- Trescault
- Vélu
- Ytres

## Història
| Data d'elecció                           | Identitat          | Partit                    | Qualitat |
| ---------------------------------------- | ------------------ | ------------------------- | -------- |
| 1945-1982                                | Émile Durieux      | SFIO, després PS          |          |
| 1982-1999                                | Jean Bachelet      | RPR                       |          |
| 1999-                                    | Jean-Claude Hoquet | Divers droite, després PS |          |
| les dades anteriors no són pas conegudes |                    |                           |          |
|                                          |                    |                           |          |

## Demografia
| A partir de 1990: Població sense dobles comptes |